# Banque Workman et Temple
La Banque Workman et Temple a été fondée en 1868, par William Workman, son gendre Francisco P. Temple, et Isaias W. Hellman, futur président de la Banque du Nevada.

## Histoire
La Banque Workman et Temple s'appelle tout d'abord la banque Hellman et Temple, mais Isaias W. Hellman s'en sépare en 1871, quatre ans avant qu'elle ne fasse faillite, pour former une nouvelle banque, avec l'ex-gouverneur de Los Angeles, John G. Downey. Hellman et Temple devient alors la Banque Workman et Temple.
La Banque Workman et Temple est en 1873 l'un des promoteurs de la création de la ligne de chemin de fer Los Angeles and Independence Railroad, qui a obtenu le droit de traverser le "Cajon Pass", pour aller jusqu'à la ville minière de Panamint City (Californie). Le Coinage Act de 1873, appelé "Crime de 1873", entraîne la faillite de nombreuses compagnies minières. En août 1875, c'est la chute de leur principal créancier, la Bank of California de William Sharon, dont le fondateur s'est donné la mort. Cette crise oblige toutes les banques de l'Ouest américain à fermer leurs portes. La Banque Workman et Temple, qui est l'une des plus fragiles, ferme à son tour le 13 janvier 1876 et son fondateur se suicide le 17 mai, à 76 ans.